# El hincha
El hincha és una pel·lícula argentina de 1951 en blanc i negre, dirigida per Manuel Romero, amb guió del mateix Romero, Julio Porter i del conegut autor de tangos Enrique Santos Discépolo, qui és també el protagonista. Aquest va ser l'últim treball de Discépolo i es va estrenar el 13 d'abril de 1951, al cinema Ocean de Buenos Aires.

## Sinopsi
La pel·lícula és la història del Ñato (Discépolo), un treballador mecànic ja madur, seguidor fanàtic de futbol, que troba el sentit de la seva vida a encoratjar, seguir i col·laborar amb el club dels seus amors, al punt de postergar indefinidament el casament amb la seva eterna promesa (Diana Maggi). Per ell “primero son los colores del club, después los macaneos amorosos”.
El club es troba en problemes i en risc de descendir. El seguidor creu trobar llavors la solució en Suárez (Mario Passano), un jove i talentós jugador de les inferiors, que a més està de promès amb la seva germana, i que juga pel sol plaer de jugar, sense ambicions econòmiques ni de fama.
Encara que el seguidor acaba sent defraudat per la corrupció dels interessos comercials vinculats al futbol, torna a trobar en els “pibes” i el “potrero”, la raó de ser del futbol i de la seva passió. Tanca amb un irònic monòleg molt recordat sobre el seguidor, el futbol i la vida.
| « | ¿Y para qué trabaja uno si no es para ir los domingos y romperse los pulmones a las tribunas hinchando por un ideal? ¿O es que eso no vale nada?”..."¿Que sería del fútbol sin el hincha?...El hincha es todo en la vida... | » |

Amb aquesta pel·lícula entra al cinema argentí el món popular de l'afició al futbol, “la barra del cafè, el partit del diumenge, el ritual de l'abans i després de l'estadi”.

## Comentaris
A causa de la forta relació entre homes en un món centrat en el futbol en el qual les dones estan excloses i postergades, la pel·lícula ha estat considerada un exemple de l'evolució del desig homosexual en la història argentina.
El terme “hincha” per a denominar al simpatitzant actiu d'un equip de futbol, és una creació uruguaiana de començaments del segle xx. Es va originar arran dels forts crits de suport al seu equip, el Nacional de Montevideo, que donava Prudencio Miguel Reyes, un talabartero uruguaià, la tasca del qual era inflar “a pur pulmó” la pilota del club, és a dir, “el hincha pelotas” o simplement “el hincha” del club. El terme va passar després a designar als qui expressaven sorollosament el seu suport als equips de futbol, estenent-se a la resta dels països de parla hispana, i també a altres esports.

## Actors
- Enrique Santos Discépolo (El Ñato)
- Diana Maggi (novia del Ñato)
- Mario Passano (Roberto Suárez)
- Lía Durán
- Renée Dumas
- María Esther Buschiazzo
- Vicente Forastieri
- Juan José Porta
- Mario Faig
- Marianito Bauzá
- Mauricio Espósito
- Mario Confletti
- Pablo Cumo
- Antonio Provitilo
- Fasto Pampín
- Héctor Casares
- Aída Villadeamigo
- Lita Landi